# Curone
Il Curone (Cròu in piemontese, Quarion in lombardo) è un torrente che forma l'omonima valle in provincia di Alessandria e nella sua ultima parte in provincia di Pavia. Ha una lunghezza di circa 60 km ed è affluente di destra del Po.

## Percorso
Nasce sul confine tra Piemonte e Lombardia a circa 1500 m s.l.m. dal monte Garavé dalla catena degli Appennini. 
Si dirige verso nord toccando il comune di Fabbrica Curone e allargando il proprio letto ciottoloso. Percorsa un'ampia curva verso ovest, tocca il comune di San Sebastiano Curone dove riceve da sinistra un modesto torrentello, il Museglia, che trae origine dal monte Giarolo. Da qui in poi allarga ancora il proprio letto bagnando molti comuni tra i quali anche Volpedo.
Giunto nei pressi di Pontecurone, riceve le acque del Rio Limbione (17 km di lunghezza, con sorgente sul Poggio Brienzone in comune di Pozzol Groppo) restringe il proprio letto diventando più regolare e si appresta a lasciare il Piemonte per scorrere in territorio lombardo. Infine attraversa il territorio comunale di Casei Gerola e di Silvano Pietra, in cui si getta da destra nel fiume Po, presso Cassero Basso.

## Aspetti idrologici
Il Curone è un corso d'acqua dal carattere torrentizio: per gran parte dell'anno nel suo letto non scorre che un sottile rivo d'acqua mentre nella stagione estiva rimane completamente asciutto per mesi.
In caso di forti piogge invece le piene del Curone possono anche essere catastrofiche dato che esso ha tendenza a gonfiarsi rapidamente trascinando a valle forti quantità di detriti, come accadde nell'ottobre del 1977.
Scorre sul territorio della Comunità Montana Valli Curone Grue e Ossona.